# 巴德拉克縣
巴德拉克縣是印度的一個縣，位於該國東部，由奧里薩邦負責管轄，面積2,505平方公里，每年平均降雨量1,427毫米，識字率為83.25%，2011年人口1,506,522，人口密度每平方公里601人。

## 外部連結
- 官方网站